# Thórarinn Leifsson
Thórarinn Leifsson (født 29. juli 1966) er en islandsk forfatter og illustrator, der debuterede som forfatter i 2001 med børnebogen Algjört frelsi ("Total frihed", ikke oversat til dansk), som han skrev sammen med sin hustru Auður Jónsdóttir. Selvom bogen blev taget godt imod af de islandske anmeldere, fik han først sit internationale gennembrud i 2007, hvor Leifsson udgav bogen Fars store hemmelighed, der handler om to børn, hvis far er kannibal. I 2009 udkom børne- og ungdomsbogen Bedstemor Huldas bibliotek, der handler om pigen Albertina, der vokser op i en verden, hvor internettet er forbudt, hvor de fleste ting styres af en stor bank, og hvor børnene i skolen lærer om lånerenter af maskiner. Tingene ændrer sig dog, da Bedstemor Hulda dukker op med sit store bibliotek, der er fyldt med farlig viden. Bogen er en tydelig kritik af den islandske finanskrise og vandt Reykjaviks Børnebogspris i 2010. Desuden var den nomineret til Nordisk Råds børne- og ungdomslitteraturpris i 2011. I 2014 fulgte Leifsson successen op med bogen Manden der hadede børn, der i 2015 også opnåede at blive nomineret til den prestigefulde Nordisk Råds børne- og ungdomslitteraturpris. Bogen er en slags krimi for børn og unge og er en fantasifuld fortælling om drengen Sylvek, der medvirker til at opklare en række drab på unge drenge i Reykjavik.
Selvom Leifsson primært er forfatter til børne- og ungdomsbøger, så udgav han i 2011 den selvbiografiske roman Götumálarinn ("Gademaleren", ikke oversat til dansk), der er baseret på hans egne erfaringer som vagabond i det sydlige Spanien og Marokko i slutningen af 1980'erne.
Leifsson har som barn boet i Danmark (1971-1976) og er uddannet fra kunstakademiet i Reykjavik i 1989. Leifsson er blevet kaldt Islands Roald Dahl, og han er begejstret for den danske børnebogsforfatter Ole Lund Kirkegaard. Han er i dag bosiddende i Berlin med sin familie, og hans bøger er oversat til en række sprog.

## Værker oversat til dansk
- Manden der hadede børn (2016), Torgard
- Bedstemor Huldas bibliotek (2010), Torgard
- Fars store hemmelighed (2010), Torgard